# Зникнення порядку
Зникнення порядку, антипереповнення або переспустошення (англ. floating-point underflow) — ситуація, коли результат операції з рухомою комою стає настільки близьким до нуля, що порядок числа виходить за межі розрядної сітки.
Наприклад, в арифметиці одинарної точності (з мінімальним числом 1,2·10 −38) до зникнення порядку призведе операція 10 −20·10−30 = 10−50 .
Привабливим результатом такої операції зробити 0; але це може призвести, наприклад, до ділення на нуль. Залежно від налаштувань, система в такому випадку може або видати помилку (встановити біт стану, викликати переривання, викликати аварійну ситуацію тощо), або проігнорувати антипереповнення і повернути 0 як результат.